# Нитра (река)
Ни́тра (словац. Nitra) — река в Словакии (Нитранский край), левосторонний приток Вага. На Нитре расположены города Прьевидза, Нове-Замки, Топольчани, Партизанске. Главные притоки — Бебрава, Гандловка, Житава, Нитрица, Радошинка. Длина реки составляет 168,4 км, а площадь её водосборного бассейна — 4501 км².
Бассейн Нитры составляет 28,3 % от водосборной площади Вага, он ограничен другими суббассейнами Вага на севере и западе и бассейном реки Грон на востоке. Средняя высота рельефа на территории бассейна составляет 326 метров над уровнем моря, его наивысшая точка — гора Втачник (1346 м н.у.м.). Совокупная длина речной сети бассейна составляет 3655 километров, а её плотность — 0,81 км/км².